# برج کاپلا
برج کاپلا، (به انگلیسی: Capella Tower) آسمان‌خراش ۵۶ طبقه به ارتفاع ۲۳۶ متر، با کاربری اداری-تجاری است، که در شهر مینیاپولیس، مینه‌سوتا، ایالات متحده آمریکا مستقر می‌باشد. پروژه ساخت این ساختمان در سال ۱۹۸۹ آغاز شد و در سال ۱۹۹۲ تکمیل و افتتاح گردید. این برج دومین آسمانخراش بلند مینیاپولیس محسوب می‌شود.